# Nastradamus
Nastradamus – czwarty studyjny album amerykańskiego rapera Nasa. Został wydany 23 listopada 1999 roku nakładem wytwórni Columbia Records. Pierwotnie album ten miał być kontynuacją kompozycji, I Am...
Album zadebiutował na 7. miejscu notowania Billboard 200, sprzedając się w liczbie 232 000 egzemplarzy w pierwszym tygodniu. 22 grudnia tego samego roku otrzymał status platynowej płyty, zatwierdzony przez RIAA.

## Lista utworów
| #  | Tytuł                                      | Czas | Producent(ci)                  |
| -- | ------------------------------------------ | ---- | ------------------------------ |
| 1  | "The Prediction"(feat. Jessica Care Moore) | 1:20 | Rich Nice                      |
| 2  | "Life We Chose"                            | 4:08 | L.E.S.                         |
| 3  | "Nastradamus"                              | 4:11 | L.E.S.                         |
| 4  | "Some of Us Have Angels"                   | 4:14 | Dame Grease                    |
| 5  | "Project Windows"(feat. Ronald Isley)      | 4:55 | Nashiem Myrick & Carlos Broady |
| 6  | "Come Get Me"                              | 5:31 | DJ Premier                     |
| 7  | "Shoot 'Em Up"                             | 2:53 | Havoc                          |
| 8  | "Last Words"(feat. Millennium Thug)        | 5:31 | L.E.S.                         |
| 9  | "Family"(feat. Mobb Deep)                  | 5:16 | Dame Grease                    |
| 10 | "God Love Us"                              | 4:36 | Dame Grease                    |
| 11 | "Quiet Niggas"(feat. Bravehearts)          | 4:57 | Dame Grease                    |
| 12 | "Big Girl"                                 | 4:19 | L.E.S.                         |
| 13 | "New World"                                | 4:00 | L.E.S.                         |
| 14 | "You Owe Me"(feat. Ginuwine)               | 4:48 | Timbaland                      |
| 15 | "The Outcome"(feat. Jessica Care Moore)    | 1:54 | Rich Nice                      |

## Sample
Opracowano na podstawie źródła.
Life We Chose
- "Peace Fugue" - Bernie Worrell

Nastradamus
- "(It's Not the Express) It's the JB's Monaurail" - The J.B.'s

Come Get Me
- "It's Mine" - Mobb Deep
- "We’re Just Trying to Make It" - The Persuaders

Last Words
- "Good Luck Charm" - Ohio Players

Big Girl
- "You're a Big Girl Now" - The Stylistics

New World
- "Africa" - Toto

Quiet Niggas
- "Final Fantasy VIII" - Squaresoft
- "Shoot 'em Up (If I Die 2nite)" - 2Pac

## Historia notowań
Album
| Lista (1999)                | Pozycja |
| --------------------------- | ------- |
| U.S. Billboard 200          | 7       |
| U.S. Top R&B/Hip Hop Albums | 2       |

Single
| rok  | Utwór         | Pozycja na listach | Pozycja na listach               | Pozycja na listach | Pozycja na listach |
| rok  | Utwór         | Billboard Hot 100  | Hot R&B/Hip-Hop Singles & Tracks | Hot Rap Singles    | UK Singles Chart   |
| 1999 | "Nastradamus" | 92                 | 27                               | 4                  | 24                 |
| 2000 | "You Owe Me"  | 59                 | 13                               | -                  | -                  |